# Coupe de la Ligue française masculine de handball 2015-2016
Navigation
Coupe de la Ligue 2014-2015 Coupe de la Ligue 2016-2017
La Coupe de la Ligue française de handball masculin 2015-2016 est la 15e édition de la Coupe de la Ligue de handball française, organisée par la Ligue nationale de handball.
La compétition est remportée par le Montpellier Handball, vainqueur de sa dixième coupe en quinze éditions. Il a battu en finale le Paris Saint-Germain dont c'est la troisième défaite en finale.

## Modalités
Les quatre équipes qualifiées pour le Trophée des champions 2015 sont exemptées d'un tour et directement qualifiées pour les quarts de finale. Par conséquent, les dix autres équipes du Championnat de France sont réparties suivant leur classement lors de la saison précédente en championnat :
- deux matchs de barrages où les équipes classées 11e et 12e reçoivent les deux promus de ProD2 de la saison précédente ;
- les deux équipes qualifiées rejoignent les 6 dernières équipes au premier tour. Les équipes sont réparties en deux chapeaux pour le tirage au sort selon leur classement lors de la saison précédente, les équipes les mieux classées ayant le privilège de pouvoir évoluer à domicile.

Viennent ensuite les quarts de finale puis un final four (demi-finales et finale) disputé au cours d'un même week-end.
| Club                             | Classement 2014-2015 | Tour d'apparition          |
| -------------------------------- | -------------------- | -------------------------- |
| Paris Saint-Germain              | 1                    | Quart de finale            |
| Montpellier Handball             | 2                    | Quart de finale            |
| Saint-Raphaël Var Handball       | 3                    | Quart de finale            |
| Chambéry Savoie Handball         | 4                    | Premier tour, chapeau haut |
| US Dunkerque HGL                 | 5                    | Premier tour, chapeau haut |
| HBC Nantes                       | 6                    | Quart de finale            |
| Cesson Rennes Métropole Handball | 7                    | Premier tour, chapeau haut |
| USAM Nîmes Gard                  | 8                    | Premier tour, chapeau haut |
| US Créteil                       | 9                    | Premier tour, chapeau bas  |
| Fenix Toulouse Handball          | 10                   | Premier tour, chapeau bas  |
| Tremblay-en-France Handball      | 11                   | Barrages                   |
| Pays d'Aix UCH                   | 12                   | Barrages                   |
| US Ivry                          | 1 (D2)               | Barrages                   |
| Chartres Métropole Handball 28   | 2 (D2)               | Barrages                   |

Le vainqueur est qualifié pour la Coupe EHF 2016-2017, mais si à l'issue du championnat de France, le club concerné est également qualifié en Ligue des champions, la place en Coupe EHF sera réattribuée en fonction du classement dudit championnat.

## Résultats

### Barrages
| Date       | Club recevant         | Score   | Club visiteur  | Rapport          |
| ---------- | --------------------- | ------- | -------------- | ---------------- |
| 26.08.2015 | Tremblay en France HB | 29 – 25 | Chartres MHB28 | Feuille de match |
| 26.08.2015 | Pays d'Aix UCH        | 31 – 23 | US Ivry        | Feuille de match |

### Premier tour
Les équipes en lice pour une coupe européenne étant exemptées, le tirage au sort du tour préliminaire des huit équipes concernées s'est déroulé le 25 juin au siège de la LNH (Paris 13e) par Daniel Henry, président de la commission d'organisation des compétitions (COC).
| Date       | Club recevant     | Score   | Club visiteur         | Rapport          |
| ---------- | ----------------- | ------- | --------------------- | ---------------- |
| 02.09.2015 | USAM Nîmes Gard   | 33 – 34 | Fenix Toulouse        | Feuille de match |
| 02.09.2015 | US Dunkerque HGL  | 31 – 26 | Pays d'Aix UCH        | Feuille de match |
| 03.09.2015 | Cesson-Rennes MHB | 24 – 29 | US Créteil            | Feuille de match |
| 03.09.2015 | Chambéry SH       | 25 – 23 | Tremblay en France HB | Feuille de match |

### Phase finale

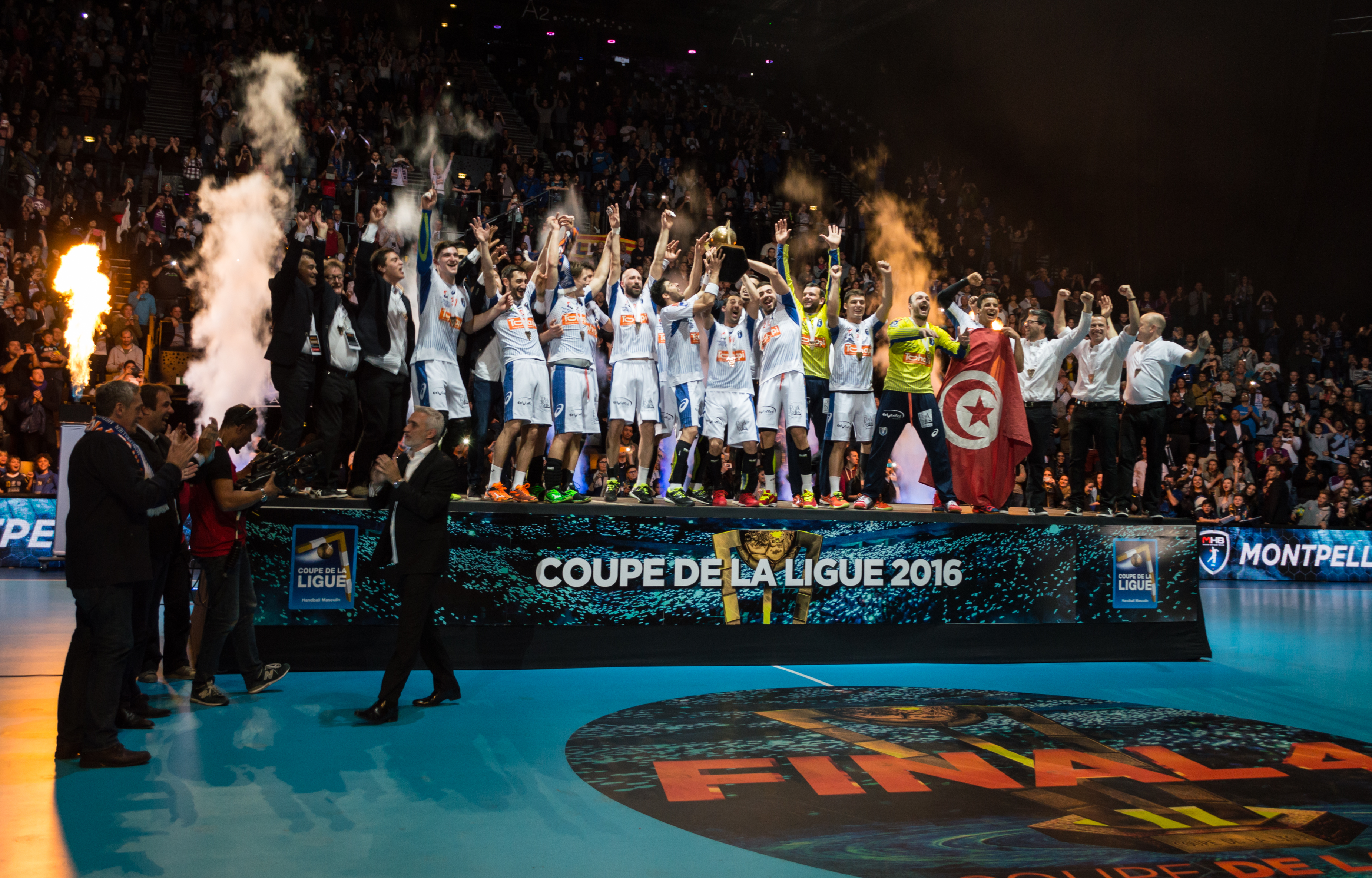
Montpellier remporte la Coupe de la Ligue en battant le PSG

Il n'y a pas de tirage intégral par tableau, un tirage au sort est effectué pour chaque tour de qualification.
Le tirage au sort des quarts de finale a eu lieu le 15 septembre au siège de Lidl France (nouveau fournisseur officiel de la LNH) en présence du président de la Ligue, Philippe Bernat-Salles.
|  | Quarts de finale 31 octobre et 1er novembre 2015 | Quarts de finale 31 octobre et 1er novembre 2015 |                     |    | Demi-finales 12 mars 2016 | Demi-finales 12 mars 2016 |  |  | Finale 13 mars 2016       | Finale 13 mars 2016       |
|  | Quarts de finale 31 octobre et 1er novembre 2015 | Quarts de finale 31 octobre et 1er novembre 2015 |                     |    | Demi-finales 12 mars 2016 | Demi-finales 12 mars 2016 |  |  | Finale 13 mars 2016       | Finale 13 mars 2016       |
|  |                                                  |                                                  |                     |    |                           |                           |  |  |                           |                           |
|  | 01/11/2015 - 17h00                               | 01/11/2015 - 17h00                               |                     |    | 12 mars 2016, Montpellier | 12 mars 2016, Montpellier |  |  | 13 mars 2016, Montpellier | 13 mars 2016, Montpellier |
|  | 01/11/2015 - 17h00                               | 01/11/2015 - 17h00                               |                     |    | 12 mars 2016, Montpellier | 12 mars 2016, Montpellier |  |  | 13 mars 2016, Montpellier | 13 mars 2016, Montpellier |
|  | Fenix Toulouse                                   | 31ap                                             |                     |    | 12 mars 2016, Montpellier | 12 mars 2016, Montpellier |  |  | 13 mars 2016, Montpellier | 13 mars 2016, Montpellier |
|  | Fenix Toulouse                                   | 31ap                                             |                     |    | 12 mars 2016, Montpellier | 12 mars 2016, Montpellier |  |  | 13 mars 2016, Montpellier | 13 mars 2016, Montpellier |
|  | Saint-Raphaël VHB                                | 30                                               |                     |    | 12 mars 2016, Montpellier | 12 mars 2016, Montpellier |  |  | 13 mars 2016, Montpellier | 13 mars 2016, Montpellier |
|  | Saint-Raphaël VHB                                | 30                                               | Fenix Toulouse      | 31 |                           |                           |  |  | 13 mars 2016, Montpellier | 13 mars 2016, Montpellier |
|  | 01/11/2015 - 16h00                               |                                                  | Fenix Toulouse      | 31 |                           |                           |  |  | 13 mars 2016, Montpellier | 13 mars 2016, Montpellier |
|  |                                                  | Paris Saint-Germain                              | 45                  |    |                           |                           |  |  | 13 mars 2016, Montpellier | 13 mars 2016, Montpellier |
|  | US Créteil                                       | Paris Saint-Germain                              | 45                  | 38 |                           |                           |  |  | 13 mars 2016, Montpellier | 13 mars 2016, Montpellier |
|  | US Créteil                                       |                                                  |                     | 38 |                           |                           |  |  | 13 mars 2016, Montpellier | 13 mars 2016, Montpellier |
|  | Paris Saint-Germain                              | 41                                               |                     |    |                           |                           |  |  | 13 mars 2016, Montpellier | 13 mars 2016, Montpellier |
|  | Paris Saint-Germain                              | 41                                               | Paris Saint-Germain | 26 |                           |                           |  |  |                           |                           |
|  | 31/10/2015 - 19h00                               |                                                  | Paris Saint-Germain | 26 |                           |                           |  |  |                           |                           |
|  |                                                  | Montpellier Handball                             | 31                  |    |                           |                           |  |  |                           |                           |
|  | HBC Nantes                                       | Montpellier Handball                             | 31                  | 33 |                           |                           |  |  |                           |                           |
|  | HBC Nantes                                       | 12 mars 2016, Montpellier                        |                     | 33 |                           |                           |  |  |                           |                           |
|  | Chambéry SH                                      | 23                                               |                     |    |                           |                           |  |  |                           |                           |
|  | Chambéry SH                                      | 23                                               | HBC Nantes          | 31 |                           |                           |  |  |                           |                           |
|  | 01/11/2015 - 17h00                               |                                                  | HBC Nantes          | 31 |                           |                           |  |  |                           |                           |
|  |                                                  | Montpellier Handball                             | 33                  |    |                           |                           |  |  |                           |                           |
|  | Montpellier Handball                             | Montpellier Handball                             | 33                  | 25 |                           |                           |  |  |                           |                           |
|  | Montpellier Handball                             |                                                  |                     | 25 |                           |                           |  |  |                           |                           |
|  | US Dunkerque HGL                                 | 24                                               |                     |    |                           |                           |  |  |                           |                           |
|  | US Dunkerque HGL                                 | 24                                               |                     |    |                           |                           |  |  |                           |                           |

#### Demi-finales
Compte-rendu de la demi-finale 1
| 28 mars 2015 15h00 | Fenix Toulouse Handball | 31-45       | Paris Saint-Germain | Park&Suites Arena, Montpellier Arbitrage : Thierry Dentz, Denis Reibel |
| 28 mars 2015 15h00 | Maxime Gilbert, 7       | (15-24)     | Abalo, Hansen, 8    | Park&Suites Arena, Montpellier Arbitrage : Thierry Dentz, Denis Reibel |
| 28 mars 2015 15h00 | ×3 ×2 ×1                | Rapport LNH | ×3 ×4               | Park&Suites Arena, Montpellier Arbitrage : Thierry Dentz, Denis Reibel |

Annoncés favoris de ce Final4 de la Coupe de la Ligue, les Parisiens ont tenu leur rang lors de leur demi-finale face à Toulouse. Dès le début de match, Luc Abalo (8/8 aux tirs) et consorts se détachent (6-1, 6e minute) puis s'échappent (22-10, 20e minute) pour finir à +9 à la mi-temps (24-15). Les maigres espoirs Toulousains sont rapidement douchés au retour du vestiaire, Nikola Karabatic (6 buts) et le PSG portant le score 39 à 23 à la 49e minute pour finalement s'imposer à 45 à 31.
Compte-rendu de la demi-finale 2
| 28 mars 2015 17h30 | Handball Club de Nantes | 31-33       | Montpellier Handball | Park&Suites Arena, Montpellier Arbitrage : Olivier Buy, Sébastien Duclos |
| 28 mars 2015 17h30 | Valero Rivera, 12       | (16-18)     | Diego Simonet, 6     | Park&Suites Arena, Montpellier Arbitrage : Olivier Buy, Sébastien Duclos |
| 28 mars 2015 17h30 | ×4 ×3 ×1                | Rapport LNH | ×3 ×7                | Park&Suites Arena, Montpellier Arbitrage : Olivier Buy, Sébastien Duclos |

Le duel entre Montpellier et Nantes a nécessité d'attendre les toutes dernières minutes pour connaitre le nom du second finaliste. Malgré de lourdes absences au sein de son collectif (Claire, Feliho, Salinas, Schulz, Derot), les Ligériens réalisent une prestation solide face aux coéquipiers d'un excellent Michaël Guigou (5 buts). Devant à la pause (18 à 16), Montpellier reste sous la menace des Nantais mais parvient à maintenir son avance pour s'imposer 33 à 31.

#### Finale
| 29 mars 2015 16h00 | Paris Saint-Germain | 26-31       | Montpellier Handball | Park&Suites Arena, Montpellier |
| 29 mars 2015 16h00 | Mikkel Hansen, 9    | (13-15)     | Diego Simonet, 6     | Park&Suites Arena, Montpellier |
| 29 mars 2015 16h00 | ×3 ×4               | Rapport LNH | ×2 ×6                | Park&Suites Arena, Montpellier |

L'histoire des deux finalistes dans la compétition est diamétralement opposée : alors que Montpellier espère soulever sa dixième Coupe de la Ligue en 15 éditions, le Paris n'a pu faire mieux que deux finales, toutes deux perdues. Privés rapidement de Nikola Karabatic, les Parisiens ne sont jamais réellement entrés dans la rencontre, à l'image d'un Thierry Omeyer trop peu présent (8 arrêts à 21%). Devant à la pause grâce notamment au duo Guigou-Kavtičnik (15 à 13-15), les Héraultais, bien aidés par un excellent Vincent Gérard (17 arrêts à 40%), n'ont jamais baissé d'intensité et, portés les 7000 spectateurs de la Park&Suites Arena de Montpellier, tient son adversaire à distance pour s'imposer de cinq longueurs (31 à 26). Déjà battu par Montpellier, le PSG subit sa seconde défaite de la saison sur la scène nationale et, après quatre coupes de Ligue disputées depuis le rachat par QSI en 2012, n'est toujours pas parvenu à inscrire son nom au palmarès de la compétition. Côté Montpelliérains, cette victoire nette et sans bavure leur permet, outre d'assurer une qualification pour la Coupe EHF 2016-2017, d'inscrire le club au panthéon de la compétition avec dix titres remportés.

## Vainqueur
| Vainqueur de la Coupe de la Ligue 2015-2016 Montpellier Handball 10e victoire |